# Chelsea Football Club 1959-1960
Questa voce raccoglie le informazioni riguardanti il Chelsea Football Club nelle competizioni ufficiali della stagione 1959-1960.

## Stagione
Il campionato inglese inizia il 22 agosto 1959 e il Chelsea comincia con un pareggio contro il Preston per 4-4, a cui segue una vittoria per 1-0 contro il Manchester United, due sconfitte consecutive, una contro il Leicester City (1-3) e una contro il Manchester United (3-6). I Blues sconfiggono 4-1 il Burnley, pareggiano 1-1 con il Birmingham, vengono battuti 2-1 dal Leeds United, battono 4-2 il Birmingham e vengono battuti 2-4 dal West Ham. Vi sono due vittorie consecutive, una contro il Fulham (3-1) e una contro il West Bromwich (3-1), una sconfitta contro il Bolton (0-2), una vittoria con il Luton (2-1) e una con l'Everton. Segue una sconfitta contro il Nottingham (1-3), una vittoria contro il Blackburn (3-1), un pareggio contro il Manchester City (1-1), quattro sconfitte consecutive (1-3 contro l'Arsenal, 1-3 contro il Wolverhampton, 0-4 contro lo Sheffield e 1-3 contro il Blackpool). I Blues battono poi il Preston 5-4, pareggiano 2-2 contro il Newcastle United all'andata e 1-1 al ritorno, 2-2 contro il Leicester City, vengono sconfitti 1-2 dal Burnley, 1-3 dal Leeds, 2-4 dal West Ham. Dopo una vittoria per 4-2 con il Fulham, il club londinese pareggia 2-2 contro il West Bromwich e 1-1 contro lo Sheffield, batte 3-0 il Luton, viene sconfitto tre volte consecutivamente (1-6 dall'Everton, 2-3 dal Blackpool, 0-1 dal Blackburn), batte 3-0 il Manchester City e 4-1 l'Arsenal. Il Chelsea viene poi sconfitto 1-3 dal Tottenham, pareggia 1-1 contro il Nottingham e batte al ritorno gli Hotspur 1-0. Il campionato termina con due sconfitte (Bolton-Chelsea 2-0 e Chelsea-Wolverhampton 1-5) che portano i Blues a piazzarsi diciottesimi in campionato.
Il Chelsea inizia l'FA Cup dal terzo turno, battendo 5-1 il Bradford Park Avenue; nel quarto turno i Blues  vengono però sconfitti 1-2 dall'Aston Villa.

## Maglie e sponsor
Nella stagione 1959-1960 del Chelsea non sono presenti né sponsor tecnici né main sponsor. La divisa primaria è costituita dalla maglia blu con colletto a V bianco bordato di blu e estremità delle maniche albine, calzoncini bianchi e calzettoni blu scuro con strisce bianche, blu e rosse come decorazione. La divisa da trasferta è costituita da maglia bianca con colletto a V blu e estremità delle maniche del medesimo colore, calzoncini bianchi e calzettoni blu con strisce bianche, blu e rosse.
| Casa | Trasferta |

## Rosa
Rosa e numerazione sono aggiornati al 31 maggio 1960.
| N. |                        | Ruolo | Calciatore      |
| -- | ---------------------- | ----- | --------------- |
|    | Inghilterra (bandiera) | P     | Peter Bonetti   |
|    | Inghilterra (bandiera) | D     | John Compton    |
|    | Inghilterra (bandiera) | D     | Melvyn Scott    |
|    | Inghilterra (bandiera) | D     | Ken Shellito    |
|    | Inghilterra (bandiera) | D     | John Sillett    |
|    | Inghilterra (bandiera) | D     | Peter Sillett   |
|    | Irlanda (bandiera)     | D     | Dick Whittaker  |
|    | Inghilterra (bandiera) | C     | Frank Blunstone |

| N. |                        | Ruolo | Calciatore     |
| -- | ---------------------- | ----- | -------------- |
|    | Inghilterra (bandiera) | C     | David Cliss    |
|    | Scozia (bandiera)      | C     | Bobby Evans    |
|    | Inghilterra (bandiera) | C     | Mike Harrison  |
|    | Inghilterra (bandiera) | C     | John Mortimore |
|    | Inghilterra (bandiera) | A     | Peter Brabrook |
|    | Inghilterra (bandiera) | A     | Barry Bridges  |
|    | Inghilterra (bandiera) | A     | John Brooks    |
|    | Inghilterra (bandiera) | A     | Jimmy Greaves  |
|    | Inghilterra (bandiera) | A     | Bobby Tambling |

## Calciomercato
| Arrivi | Arrivi      | Arrivi    | Arrivi   |
| R.     | Nome        | da        | Modalità |
| ------ | ----------- | --------- | -------- |
| A      | John Brooks | Tottenham | ?        |
| C      | Bobby Evans | Celtic    | ?        |

| Partenze | Partenze  | Partenze  | Partenze |
| R.       | Nome      | a         | Modalità |
| -------- | --------- | --------- | -------- |
| A        | Les Allen | Tottenham | ?        |

## Statistiche

### Statistiche di squadra
| Competizione | Punti | Totale | Totale | Totale | Totale | Totale | Totale |
| Competizione | Punti | G      | V      | N      | P      | Gf     | Gs     |
| ------------ | ----- | ------ | ------ | ------ | ------ | ------ | ------ |
| Campionato   | 37    | 42     | 14     | 9      | 19     | 76     | 91     |
| FA Cup       | -     | 2      | 1      | 0      | 1      | 6      | 3      |
| Totale       | -     | 44     | 15     | 9      | 20     | 82     | 94     |